# La Sensitive (roman)
Pour les articles homonymes, voir La Sensitive.
 (septembre 2012).
Si vous disposez d'ouvrages ou d'articles de référence ou si vous connaissez des sites web de qualité traitant du thème abordé ici, merci de compléter l'article en donnant les références utiles à sa vérifiabilité et en les liant à la section « Notes et références ».
La Sensitive (ou La Sensitive ou l'innocence coupable) est un roman de Michèle Perrein qui a obtenu le prix des Quatre Jurys en 1957. La toute première édition de cet ouvrage parut en 1956 aux éditions Julliard.

## Résumé
La Sensitive est l'histoire d'Odile Charmet, étudiante à Bordeaux. Le corps du roman est formé de cinq longues lettres rédigées par Odile et adressées à des hommes qui ont marqué la vie du personnage principal.